# Acer ConceptD
Acer ConceptD — это серия высокопроизводительных ноутбуков и настольных компьютеров, разработанных для творческих профессионалов, включая графических дизайнеров, видеоредакторов и инженеров. Линейка ConceptD была представлена весной 2019 года и разработана для конкуренции с другими профессиональными рабочими станциями, такими как MSI Creator, Asus ProArt StudioBook и Apple MacBook Pro. 
Серия ConceptD ориентирована на точную цветопередачу, высокую производительность и тихую работу. Она оснащена дисплеями UHD с 100% охватом AdobeRGB и калибровкой, сертифицированной Pantone. Кроме того, устройства включают мощные мобильные процессоры, выделенные графические карты и системы охлаждения, работающие при уровне шума ниже 40 дБ. 

## Линейка продуктов
Серия ConceptD включает несколько моделей, рассчитанных на разные категории пользователей:

##### ConceptD 5
Базовый ноутбук, основанный на Acer Aspire 7, с магниевым корпусом и UHD-дисплеем. 

##### ConceptD 7
Ультрапортативная рабочая станция среднего уровня, аналогичная по дизайну Acer Predator Triton 500, но оптимизированная для творческих задач. 

##### ConceptD 9
Высокопроизводительный трансформируемый ноутбук с уникальным шарниром Ezel и поддержкой стилуса для расширенных возможностей создания контента. 
Каждая модель серии выполнена в минималистичном дизайне: ConceptD 5 и 7 имеют белый корпус, а ConceptD 9 выполнен в черном цвете.

## Технические характеристики
Ноутбуки Acer ConceptD обладают рядом общих аппаратных характеристик, включая:
- Дисплей: UHD (3840 × 2160) IPS с сертифицированной Pantone калибровкой. [6]
- Процессоры: Intel Core i7 и i9 в зависимости от модели. [7]
- Графика: NVIDIA RTX Studio, оптимизированная для рендеринга и AI-задач. [8]
- Оперативная память: до 32 ГБ DDR4. [9]
- Хранение данных: несколько слотов M.2 NVMe SSD. [10]
- Подключение: USB-C с DisplayPort, HDMI и полноразмерный SD-картридер.
- Операционная система: Windows 10/11 Professional. [11]

## Позиционирование на рынке и отзывы
Серия Acer ConceptD была разработана для профессионалов, которым требуется мощное оборудование без игровой эстетики, характерной для традиционных высокопроизводительных ноутбуков. В отрасли устройства получили положительные отзывы за высокую точность цветопередачи, качественную сборку и эффективную систему охлаждения. Однако высокая цена и ограниченная доступность отмечены в числе возможных недостатков. 

## Дополнительная экосистема
Помимо ноутбуков, бренд ConceptD охватывает настольные рабочие станции, мониторы с высоким разрешением и гарнитуры смешанной реальности.